# 唐橋充
唐橋 充（からはし みつる、1977年5月30日 - ）は、日本の俳優、イラストレーター、デザイナー。福島県出身。祖父は政治家で元喜多方市長の唐橋東、妻は女優の水野美紀。一児の父。
文教大学卒業後、23歳で早稲田大学演劇研究会の劇団「Cretan Crete」に所属し、舞台俳優として活動していた。
2003年、初のテレビ出演となる『仮面ライダー555』（以下“555”）で知名度を上げる。また、演技だけではなく、風貌に反して繊細かつポップな芸術的センスを様々な場所で発揮した。『555』テレビ版公式サイトのキャストによるコラムでは『カラハシンブン』と題したイラスト入り新聞を発表し、これが元でイラストや文章の上手さが広く知られるところとなった。（ ⇒ #イラストレーター）2007年9月30日、所属事務所DIMENTIONを退所。フリーでの活動となる。俳優業の傍ら、評判の良いイラスト・文筆などの創作活動も並行して行なっている。しばしば映像作品やアパレル商品などに採用されている。近年はイラストレーターとしての知名度が高まっており、『踊る!さんま御殿!!』出演時の本人談によれば、収入は俳優業を上回っているという。

## エピソード
『シンケンジャー』では、武器の裏正が重くて持てなかったためスポーツクラブに通い始め、素振り用の重い木刀を振っていたおかげで、手が震えてデザインの仕事が出来なくなったという。

## 出演

### テレビドラマ
- 仮面ライダーシリーズ（テレビ朝日）
  - 仮面ライダー555 第5話 - 最終話（2003年2月23日 - 2004年1月18日） - 海堂直也 役
  - 仮面ライダーG（2009年1月31日） - シェード隊員 役
  - 仮面ライダーゴースト 第46話（2016年8月28日） - 宮本武蔵 役
  - 仮面ライダーセイバー 第5・15・38・45話（2020年10月4日・12月20日・2021年6月6日・8月8日） - 富加宮隼人 / 仮面ライダーカリバー 役[4][5]
- 3時のおやつ（2004年1月9日、テレビ朝日）
- ああ探偵事務所 第6話（2004年、テレビ朝日）
- Sh15uya（2005年1月 - 3月、テレビ朝日） - オオトモ 役
- ドラゴン桜（2005年7月 - 9月、TBS） - 沢松靖司 役
- Pinkの遺伝子 第4話（2005年10月、テレビ東京系） - 藤樹雅哉 役
- ママはバレリーナ（2005年12月 - 2006年2月、TBS） - 深大寺進之介 役
- Girl'S BOX 第4話「いもうと」（2005年12月、BS-i） - 佐藤充 役
- ハツカレ（2006年） - カラオケ店長 役
- 2ndハウス（2006年、テレビ東京） - 梨本潤 役
- 恋する!?キャバ嬢 第10話（2006年、テレビ東京） - 吉川裕樹 役
- 京都地検の女3 第7話（2006年、テレビ朝日） - 藤沢尚哉 役
- ライオン丸G 第10 - 12話（2006年10月 - 12月、テレビ東京） - 真影 / シシトラ 役
- 麗わしき鬼（2007年4月、東海テレビ） - 水上雄一 役
- ワタシ2.1（2007年、関西テレビ）
- ウルトラシリーズ
  - ULTRASEVEN X 第6話（2007年、TBS） - タカオ 役
  - ウルトラギャラクシー大怪獣バトル NEVER ENDING ODYSSEY（2008年、BS11デジタル） - キール星人グランデ 役
  - ウルトラマンブレーザー 第17話（2023年11月11日、テレビ東京） - ザンギル人間態 役[6]
  - ウルトラマンアーク 第17話（2024年11月2日、テレビ東京） - ザンギルの声 役
- 東京少女 水沢エレナ（2008年5月、BS-i） - 音楽プロデューサー 役
- 音女 057「水に飛び込むオトメ」（2008年7月、テレビ朝日）
- 執事喫茶にお帰りなさいませ 第5話（2009年、MBS） - 周一 役
- 侍戦隊シンケンジャー 第七幕 - 第四十七幕（2009年3月29日 - 2010年1月24日、テレビ朝日） - 腑破十臓 役
- 853〜刑事・加茂伸之介 第7話（2010年3月4日、テレビ朝日） - 白井純平（高倉弘道） 役
- 妄想捜査～桑潟幸一准教授のスタイリッシュな生活 第3話（2012年、テレビ朝日系） - ディレクター 役
- 鉄神ガンライザー（テレビ岩手）
  - 鉄神ガンライザーNEO（2014年7月 - 10月） - 鬼羅宗嗣 / 羅刹王ヒデージャ 役
  - 鉄神ガンライザーNEO2（2015年8月 - 11月） - 鬼羅宗嗣 / 羅刹王ヒデージャ 役
  - 鉄神ガンライザー零（2017年10月 - 2018年1月） - 鬼羅宗嗣 役
- おん・てぃーびー真夜中の弥次さん喜多さん（2016年5月 - 9月、TOKYO MX） - 弥次郎兵衛 役
- おんな城主 直虎 第23・26回（2017年6月11日、NHK総合）
- 刑事7人 第6話（2017年8月16日、テレビ朝日） - 楠城誠也 役
- 刑事ゼロ 第8話（2019年2月28日、テレビ朝日） - 荒巻寛司 役
- ミス・ジコチョー〜天才・天ノ教授の調査ファイル〜 第3話（2019年11月1日、NHK総合） - 釧路則之 役
- タリオ 復讐代行の2人 第3話（2020年10月23日、NHK総合・BS4K） - 長谷部智成 役
- テレビ演劇 サクセス荘3（2021年1月 - 3月、テレビ東京系） - 百鬼 役
- 遺留捜査 第7シーズン 第6話（2022年8月18日、テレビ朝日） - 松谷大樹 役
- ぼくのかぞく。（2023年、TOKYO MX1・BS日テレ） - 執事 役

### 映画
- 仮面ライダーシリーズ（東映）
  - 劇場版 仮面ライダー555 パラダイス・ロスト（2003年8月16日） - 海堂直也 役
  - 劇場版 仮面ライダー剣 MISSING ACE（2004年9月11日） - 警備員 役 ※友情出演
  - 劇場版 仮面ライダーオーズ WONDERFUL 将軍と21のコアメダル（2011年8月6日） - ロッカー 役
  - 劇場版 仮面ライダー鎧武 サッカー大決戦!黄金の果実争奪杯!（2014年7月19日） - 沢芽市民 役 ※友情出演
  - 劇場版 仮面ライダーゴースト 100の眼魂とゴースト運命の瞬間（2016年8月6日） - 宮本武蔵 役
  - セイバー+ゼンカイジャー スーパーヒーロー戦記（2021年7月22日） - 富加宮隼人 役
- 新 影の軍団シリーズ（2003年） - 天雲 役
  - 新 影の軍団III 地雷火
  - 新 影の軍団IV 地雷火
- 2番目の彼女（2004年） - シナリオライター 役
- 想色〜オモイ・ノ・イロ〜（2004年、ケイエスエス）
- ボン・ボヤージュ!（2004年） - 主演・神山健治 役
- KAZUMA≒AMUZAK（2005年、ネットシネマ.TV） - 主演・上田一馬 役
- ダブルスティール（2006年） - 主演・吉野俊作、芳賀公彦 役（二役）
- ここにいる（2006年） - 西本学 役
- サル フェイズ スリー〜最終段階〜（2006年）
- キャラウェイ（2007年4月7日公開）
- 恋愛メビウス Episode 5Memories（携帯配信） - 主演
- 愛しあう事しかできない - 悦史 役
- 殺しのはらわた MASTERS OF KILLER（映画美学開講10周年企画第1弾、2007年6月公開）
- 0093 女王陛下の草刈正雄（2007年10月13日公開、CINEMA Drive）
- 第三の肌（2009年）
- スーパー戦隊シリーズ（東映） - 腑破十臓 役
  - 侍戦隊シンケンジャー 銀幕版 天下分け目の戦（2009年8月8日）
  - 侍戦隊シンケンジャーVSゴーオンジャー 銀幕BANG!!（2010年1月30日）
- サムライプリンセス 外道姫（2009年） - 狂楽 役
- 武蔵野線の姉妹（2012年） - 藤堂隆博 役
- 三森迷子の逃亡（2015年） - 烏丸六郎 役
- 漆黒天 -終の語り-（2022年6月24日公開）[7]
- 映画演劇サクセス荘 -侵略者Sと西荻窪の奇跡-（2021年12月31日公開）- 百鬼 役

### Webドラマ
- 仮面ライダーシリーズ
  - dビデオスペシャル 仮面ライダー4号（2015年3月28日、dビデオ） - 海堂直也 / スネークオルフェノク 役
  - 仮面ライダーリバイス The Mystery（2022年1月30日 - 2月27日、TELASA） - 上屋直人 / 海堂直也 / スネークオルフェノク 役[8]

### オリジナルビデオ
- 宇宙戦隊キュウレンジャーVSスペース・スクワッド（2018年8月8日、東映ビデオ） - 腑破十臓 役
- 仮面ライダーシリーズ
  - ソードオブロゴスサーガ 前編（2021年5月12日） - 富加宮隼人 役[9]
  - 仮面ライダー555 20th パラダイス・リゲインド（2024年5月29日） - 海堂直也 / スネークオルフェノク 役[10][11]

### 舞台
- 劇団Cretan Crete
  - 「神槍〜カミノヤリ〜」（2000年12月9日 - 18日、早稲田大学大隈講堂裏劇研アトリエ）
  - 「MOON」（2001年4月14日 - 21日、早稲田大学大隈講堂裏劇研アトリエ）
  - 「Nervous Breakdown/神経衰弱」（2001年10月6日 - 14日、早稲田大学大隈講堂裏劇研アトリエ）
  - 「SIS〜ボクの彼女は多重人格〜」（2002年1月18日 - 26日、早稲田大学大隈講堂裏劇研アトリエ） - 高沢礼二 役
  - 「Vampire Hunter」（2002年5月17日 - 26日、早稲田大学大隈講堂裏劇研アトリエ） - 主演・ルキスオルトス 役
  - 「SINBAD/シンドバッド」（2002年10月3日 - 7日、シアターモリエール）
- ヴィレッヂプロデュース 劇団☆新感線 お宝劇場「夢見る無法者」（2001年8月29日 - 9月2日、全労済ホール スペース・ゼロ）
- X-QUEST「血む娘。〜ザ・ヴァンパイア」（2002年8月21日 - 25日、中野ザ・ポケット）
- ニュアンサーvol.4「流星 LOVES YOU」（2002年11月15日 - 17日、恵比寿エコー劇場） - 勇輔 役
- 明治座 5月公演「燃えよ剣」（2004年5月1日 - 27日、明治座） - 三浦常次郎 役
- 劇団たいしゅう小説家「恋の骨折り損?」（2004年7月15日 - 19日、東京芸術劇場小ホール2） - 明智光秀 役
- 劇団夜想会「多重人格探偵サイコ/新劇 雨宮一彦の消滅」（2005年3月30日 - 4月4日、紀伊國屋サザンシアター） - 主演・雨宮一彦 役
- 及川奈央全国クラブサーキット演劇ツアー2007「night mess-ナイトメス-」（2007年11月21日 - 12月22日、全国ツアー3人芝居） - ゲン 役
- TUFF STUFF
  - 「ホスピタルビルド」（2008年3月18日 - 23日、新宿SPACE107） - 平井寛之 役
  - 「火男の火」（2008年12月20日 - 22日、新宿シアターアプル） - 亜倉 役
- R:MIX NEW Project vol.2「魔王転生〜maoutensyou〜」（2008年10月30日 - 11月2日、シアターサンモール） - 主演・魔王オルステッド 役
- 最遊記歌劇伝 - ニィ健一＆烏哭三蔵 役
  - 最遊記歌劇伝 -Go to the West-（2008年9月13日 - 21日、天王洲 銀河劇場）
  - 最遊記歌劇伝 -Dead or Alive-（東京公演：2009年3月20日 - 29日、サンシャイン劇場 / 大阪公演：4月11日・12日、イオン化粧品シアターBRAVA!）
  - 最遊記歌劇伝 -God Child-（2014年5月2日 - 7日）
  - 最遊記歌劇伝 -Burial-（東京公演：2015年1月8日 - 12日 / 大阪公演：1月23日 - 25日）
  - 最遊記歌劇伝 -Reload-（2015年9月17日 - 23日）
  - 最遊記歌劇伝 -異聞-（2018年9月、シアターGロッソ）
  - 最遊記歌劇伝 -Darkness-（2019年6月、ヒューリックホール東京）
  - 最遊記歌劇伝 -Sunrise-（大阪公演：2021年2月11日 - 14日、COOL JAPAN PARK OSAKAWWホール　/ 東京公演：2月18日 - 24日、アクアパーク品川ステラボール）
  - 最遊記歌劇伝 -外伝-（大阪公演：2023年10月23日、COOL JAPAN PARK OSAKAWWホール）- シークレットゲスト
- 【Red Planet】（2010年、中野MOMO）
- 帝銀事件の頃（2010年4月21日 - 25日、笹塚ファクトリー）
- 少年社中
  - 第23回公演「ネバーランド」（2010年6月23日 - 27日、青山円形劇場） - フック船長 役
  - 少年社中プロデュース「モマの火星探検記」（2012年8月3日 - 12日、吉祥寺シアター） - 幽霊 役
  - 第28回公演「贋作・好色一代男」（2014年2月、紀伊國屋ホール） - 夢介 役
  - 第29回公演「ネバーランド」（2014年7月8日 - 15日、青山円形劇場） - フック船長 役
- LAST SMILE（2011年2月、中目黒キンケロシアター） - メイズン 役
- 桜ジュリエッタ「熱闘!! 飛龍小学校☆パワード」（2011年5月25日 - 29日、ラゾーナ川崎プラザソル）
- 青春のすたるじあ（2011年6月、相鉄本多劇場） - ゲスト
- FRAG - 新撰組
  - FRAG - 新撰組 Vermilion Order -（2011年8月、相鉄本多劇場 / 中目黒キンケロシアター） - 芹沢鴨 役
  - D’TOT 4th Act【FRAG -新撰組Bloodsucker Behind-】（2012年5月23日 - 27日） - 坂本龍馬 役
- 極上文學
  - 「桜の森の満開の下」（2011年11月5日・6日、前進座劇場）
  - 「銀河鉄道の夜」（2012年8月15日 - 19日、シアターサンモール） - カムパネルラ 役
- トライフルエンターテインメントプロデュース 双牙～ソウガ～（2012年10月4日 - 9日、シアター1010） - デンベエ 役
- トライフルエンターテインメントプロデュース舞台「吐息雪色」（2012年12月19 - 24日、中野ザ・ポケット） - 舞原葵依 役
- 異聞天狼伝～會津新撰組残党記～（2013年9月4日 - 11日、全労済ホール スペース・ゼロ） - 福山勘吾役 役
- 日付のないカレンダー（2013年12月21日 - 29日、中野ザ・ポケット） - 桜ハリオ 役
- ハナレウシ（2014年6月25日 - 29日、全労済ホール スペース・ゼロ） - 椋梨藤太 役
- PERSONA3 the Weird Masquerade - 幾月修司 役
  - ～群青の迷宮～（2014年9月16日 - 23日、シアター1010）
  - ～蒼鉛の結晶～（2015年6月5日 - 13日、シアターGロッソ）
- Being at home with Claude 〜クロードと一緒に〜（2015年4月17日 - 23日）
- 俺たち賞金稼ぎ団（2015年12月） - 白井龍一 役
- おん･すてーじ真夜中の弥次さん喜多さん - 弥次さん 役[12]
  - おん･すてーじ真夜中の弥次さん喜多さん（2016年1月10日 - 17日、シアターGロッソ / 1月22日 - 24日、サンケイホールブリーゼ）
  - おん･すてーじ真夜中の弥次さん喜多さん双（2017年6月21日 - 25日、全労済ホール スペース・ゼロ）
  - おん･すてーじ真夜中の弥次さん喜多さん三重（2018年6月21日 - 24日、シアターGロッソ）
- 少年社中×東映 舞台プロジェクト
  - 「パラノイア★サーカス」（2016年2月26日 - 3月6日、サンシャイン劇場） - ナミコシ警部 役
  - 少年社中20周年記念第一弾「ピカレスク◆セブン」（2018年1月6日 - 15日、サンシャイン劇場 / 1月20日・21日、サンケイホールブリーゼ / 1月27日、岡崎市民会館あおいホール） - フック船長 役
- 斬劇 戦国BASARA - 織田信長 役
  - 皇 本能寺の変（2016年7月1日 - 10日、Zeppブルーシアター六本木 / 7月16日 - 18日、梅田芸術劇場）
  - 第六天魔王（2018年3月2日 - 11日、AiiA 2.5 Theater Tokyo / 3月16日 - 18日、森ノ宮ピロティホール）
- 舞台「青の祓魔師」京都紅蓮篇（2016年8月、Zeppブルーシアター六本木） - 藤本獅郎 役
- インフェルノ（2016年9月3日 - 11日、東京ドームシティシアターGロッソ） - ウィウィー 役
- スマイルマーメイド（2016年12月、シアター1010 / 梅田芸術劇場 シアター・ドラマシティ） - 海神ポセイドン 役
- 中屋敷法仁リーディングドラマ「ぼくらが非情の大河をくだる時ー新宿薔薇戦争ー」（2017年3月16日 - 20日、本多劇場）
- 劇団シャイニング
  - 「JOKER TRAP」（2018年4月 - 5月、天王洲 銀河劇場 / 梅田芸術劇場 シアター・ドラマシティ） - キートン 役
  - 「エヴリィBuddy!」（2019年10月12日 - 14日、梅田芸術劇場 シアター・ドラマシティ / 7月17日 - 21日、品川プリンスホテル ステラボール） - サイオンジ 役
- 『DIVE!!』The STAGE!!（2018年9月20日 - 10月7日、シアター1010 他） - 富士谷敬介 役[13]
- からくりサーカス（2019年1月10日 - 20日、新宿FACE） - パンタローネ 役
- どろろ（2019年3月） - 醍醐景光 役
- スタンレーの魔女（2019年7月28日 - 8月8日、DDD青山クロスシアター） - 出戻 役
- 刀剣乱舞 維伝 朧の志士たち（2019年11月29日 - 12月1日、TOKYO DOME CITY HALL / 12月6日 - 15日、AiiA 2.5 Theater Kobe / 12月20日 - 2020年1月12日、TBS赤坂ACTシアター / 1月17日・18日、福岡サンパレス ホテル＆ホール） - 吉田東洋 役[14]
- 「バクマン。」THE STAGE（2021年10月8日 - 17日、天王洲 銀河劇場 / 10月21日 - 24日、TOKYO DOME CITY HALL / 10月28日 - 31日、メルパルクホール大阪） - 佐々木尚 役[15]
- アクダマドライブ（2022年3月10日 - 21日、品川プリンスホテル ステラボール / 3月26日・27日、COOL JAPAN PARK OSAKA WWホール） - 処刑課師匠 役[16]
- ミュージカル『刀剣乱舞』
  - 鶴丸国永 大倶利伽羅 双騎出陣 ～春風桃李巵〜（しゅんぷうとうりのさかずき）（2022年8月7日 - 14日、天王洲 銀河劇場 / 8月20日 - 9月4日[注 1]、サンケイホールブリーゼ） - 虎哉宗乙・支倉常長 役[18][19]
  - 花影ゆれる砥水（はなかげゆれるとみず）（2023年4月30日 - 5月7日、TOKYO DOME CITY HALL / 5月13日 - 20日、あましんアルカイックホール / 5月26日 - 28日、アルモニーサンク 北九州ソレイユホール ※福岡公演中止[注 2]/ 6月3日 - 18日、TACHIKAWA STAGE GARDEN） - 本阿弥光徳 役[21][22]
  - 祝玖寿 乱舞音曲祭（いわいのくじゅ らんぶおんぎょくさい）　（2024年11月2日、3日、20日Aichi Sky Expo愛知県国際展示場ホールA　セキスイハイムスーパーアリーナグランディ•21）支倉常長•虎哉宗乙役
  - 目出度歌誉花舞 十周年祝賀祭（2025年7月29日・30日、東京ドーム） - 支倉常長 役[23]
- 『進撃の巨人』-the Musical-（2023年1月7日 - 9日、オリックス劇場 / 1月14日 - 24日、日本青年館ホール） - グリシャ・イェーガー 役[24][25]
  - ATTACK on TITAN: The Musical（2024年10月11日 - 13日、New York City Center）[26]
  - 『進撃の巨人』-the Musical-（2024年12月13日 - 22日、TOKYO DOME CITY HALL / 2025年1月11日 - 13日、オリックス劇場）[27]
- 音楽劇『精霊の守り人』（2023年7月29日 - 10月1日、日生劇場 他） - 帝 役[28]
- BREAK FREE STARS（2023年10月23日 - 11月5日、IHIステージアラウンド東京）[29]
- 演劇ドラフトグランプリ2023（2023年12月5日、日本武道館）[30]
- 朗読劇「ロスト・バナナ・ナイツ」（2024年2月8日、PetitMOA） - ミハル 役[31]
- 悪童会議 第二回公演 ミュージカル「夜曲〜ノクターン〜」（2024年5月4日 - 12日、品川プリンスホテル ステラボール）[32]
- あくたーず☆りーぐ さんにんのおうさまのおはなし（2024年11月4日、横浜赤レンガ倉庫1号館 3Fホール） - おう 役[33]
- 演劇ドラフトグランプリ THE FINAL（2024年12月10日、日本武道館）[34]
- 「ROCK MUSICAL BLEACH」〜Arrancar the Final〜（2025年2月8日 - 24日、天王洲 銀河劇場 / 3月1日 - 9日、COOL JAPAN PARK OSAKA WWホール） - コヨーテ・スターク 役[35]
- マーダーミステリーシアター「殺意の代償」（2025年3月12日、品川プリンスホテル クラブeX）[36]

### バラエティ
- 関口さんII（TVS）
- 踊る!さんま御殿!!（NTV）
- 三十二夜の夢まつり／郡上おどり（CBC）
- 世界ウルルン滞在記（MBS）
- 朝まるJUST（CTC）
- とことん!石ノ森章太郎（2008年、NHK） - 石ノ森章太郎 役
- 有吉ゼミ（2021年 - 、NTV）

### 声優
- 歴史メール 戦国武将の密書 / 幕末志士の密書（2010年5月21日、ジャストシステム）

### 玩具
- 仮面ライダーセイバー DX究極大聖剣 闇黒剣月闇（2023年7月）

## その他の作品

### 楽曲
- CD仮面ライダー555 フォトブックCD 7 海堂直也（2003年）
- CD仮面ライダー555 コンプリートCD-BOX〜Final Call（2003年）
- CD帰道（2004年）

### 主な連載
- 『みかえる』ミシェル・カーラー活動寫眞記（WEB「EnterJam -エンタジャム-」）
- 新ミシェル・カーラー活動写真記『マイロー&ハイロー』（モバイルサイト「映画野郎」）